# Auferstehungskirche (Zell am See)

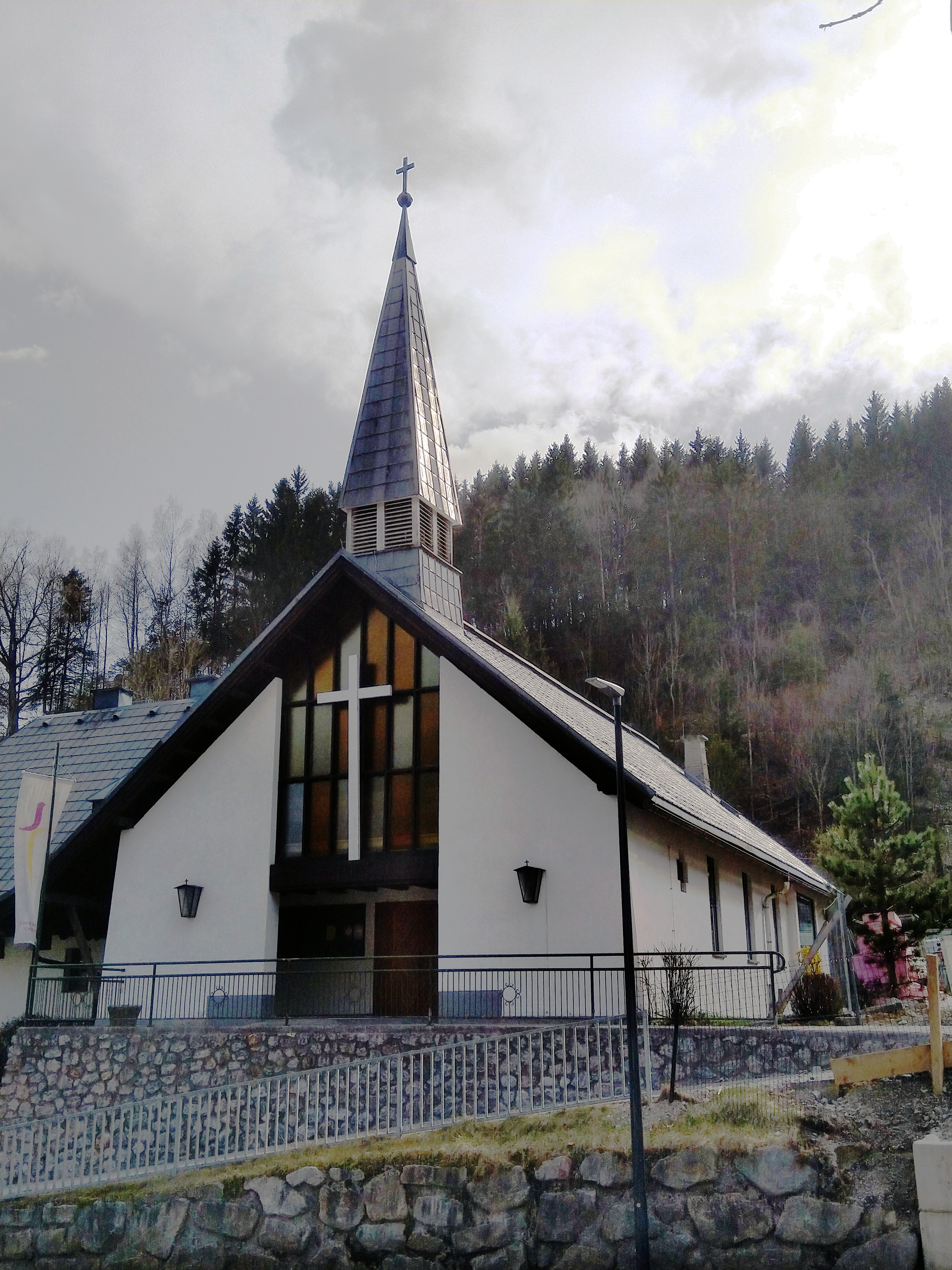
Evangelische Auferstehungskirche in Zell am See

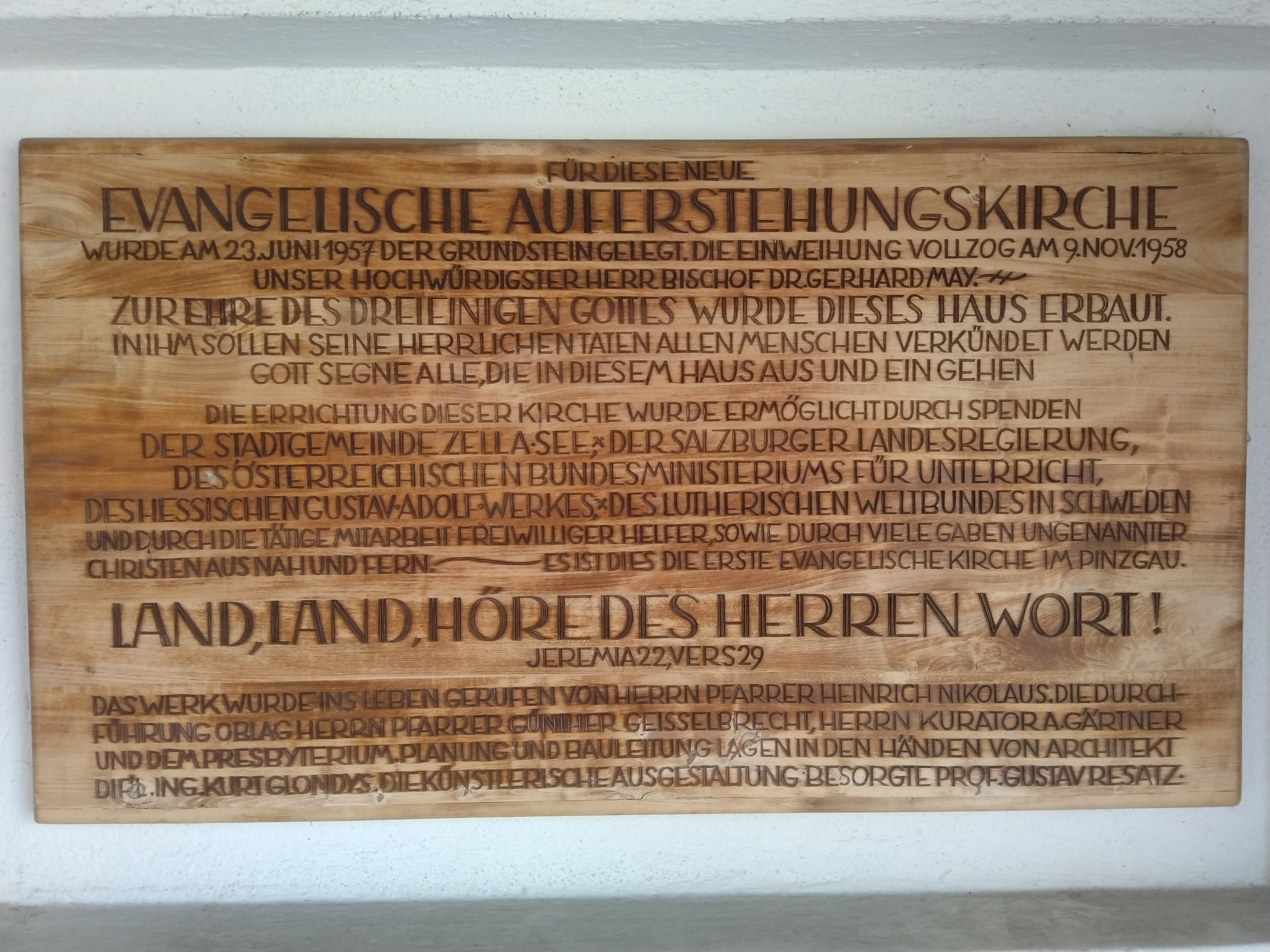
Informationstafel am Eingang

Die Auferstehungskirche ist die evangelisch-lutherische Pfarrkirche von Zell am See im österreichischen Bundesland Salzburg. Sie gehört der Evangelischen Superintendentur A. B. Salzburg und Tirol an.

## Geschichte
Die 1959 gegründete Zeller Auferstehungskirche ist eine der sogenannten „Siebenbürgerkirchen“, die aufgrund der Flüchtlingsbewegungen am Ende des Zweiten Weltkriegs und des damit verbundenen verstärkten Zuzugs von Protestanten gegründet wurden. Das Ensemble aus Pfarrkirche und südlich anschließendem Pfarrhof entwarf Architekt Kurt Glondys, ein Sohn von Viktor Glondys, des ehemaligen Bischofs von Siebenbürgen. Das als einfache Saalkirche mit vortretender offener, von einem Dachreiter bekrönter Vorhalle errichtete Kirchenbauwerk wurde am 9. November 1958 eingeweiht. Der Kirchenraum wird durch spitzbogige, das offene Satteldach tragende Schwibbögen artikuliert, deren Form sich im Chorbogen des rechteckigen Altarraums wiederholt. Die liturgische Ausstattung mit Kruzifix, Kanzel und Taufstein schuf Gustav Resatz 1958, das Fresko „Schöpfung“ Walter Stengl.